# 西野綱三
西野 綱三（にしの こうぞう、1901年10月6日 - 1984年6月15日）は、日本の元ラグビー選手及び同監督。

## プロフィール
- 東京都出身。
- 現役時代の主なポジションはウィング(WTB)。

## 来歴
旧制天王寺中学（現・大阪府立天王寺高等学校）を経て早稲田大学に進学し、早大ラグビー部に所属した。その後、朝日新聞社に入社。1948年度シーズンより、早大監督に就任。堀博俊を主将に擁して、同年度の東西学生ラグビーフットボール対抗王座決定戦で優勝をもたらした。以後2シーズン歴任。また、早大監督は1955年度から1957年度の間も務めた。さらに、1958年3月に行われたニュージーランド・コルツの来日試合に日本代表監督として指揮を執った。
その後、日本ラグビーフットボール協会の専務理事等を歴任。